# Рональд Пікап
Рональд Альфред Пікап (англ. Ronald Alfred Pickup; 7 червня 1940, Честер, Чешир — 24 лютого 2021, Лондон) — британський актор театру, кіно та телебачення

## Життєпис
Народився 7 липня 1940 року в місті Честер, графство Чешир, в родині лектора Еріка Пікапа та Дейзі Вільямс. Середню освіту отримав в Королівській школі у Честері, після чого вивчав англійську мову в Університеті Лідса, який закінчив 1962 року. Потім навчався в Королівській академії драматичного мистецтва (RADA) у Лондоні, навчання в якій успішно завершив 1964 року. Тоді ж відбувся його дебют на столичній сцені, — він виконував роль Октавіана в трагедії «Юлій Цезар» у постановці Ліндсі Андерсона в Театрі Королівський двір. Пізніше співпрацював з Лоуренсом Олів'є у постановках п'єс Чехова та Юджина О'Ніла в Королівському національному театрі. Того ж таки року вперше з'явився на телебаченні в невеликій ролі в серіалі «Доктор Хто» в епізоді «Панування терору».
Загалом, фільмографія актора налічує понад 150 ролей у кіно та на телебаченні. Серед них роль Джузеппе Верді в біографічному мінісеріалі «Верді» (1982) у постановці Ренато Кастеллані, роль Джорджа Орвелла у телефільмі «Кристальний дух: Орвелл на Джурі» (1983), яку він якось назвав своєю кращою роллю, другорядна роль португальського представника дона Онтара в історичній драмі «Місія» Ролана Жоффе, яка здобула Золоту пальмову гілку на Каннському кінофестивалі 1986 року, роль Невілла Чемберлена у біографічній драмі Джо Райта «Темні часи» (2017), в якій розповідається про перші місяці Вінстона Черчилля на посту прем'єр-міністра Великої Британії, та інші.
Рональд Пікап помер 24 лютого 2021 року у Лондоні в 80-річному віці.

## Особисте життя
1964 року Пікап одружився з акторкою та письменницею Ленц Треверс. У пари народились двоє дітей — дочка Рейчел Пікап, яка також стала акторкою, та син Саймон Пікап. Шлюб тривав до самої смерті актора.

## Вибрана фільмографія
| Рік  |    | Українська назва                         | Оригінальна назва                                 | Роль                                   |
| ---- | -- | ---------------------------------------- | ------------------------------------------------- | -------------------------------------- |
| 1964 | с  | Доктор Хто: Панування терору             | Doctor Who: The Reign of Terror                   | лікар                                  |
| 1970 | ф  | Три сестри                               | Three Sisters                                     | барон Тузенбах                         |
| 1973 | ф  | День Шакала                              | The Day of the Jackal                             | виробник фальшивих документів          |
| 1973 | с  | Опонент дракона                          | The Dragon's Opponent                             | Джек Говард                            |
| 1974 | ф  | Малер                                    | Mahler                                            | Нік                                    |
| 1974 | с  | Дженні, Леді Рендольф Черчилль           | Jenny, lady Randolph Churchill                    | лорд Рендольф Черчилль                 |
| 1975 | тф | Філантроп                                | The Philanthropist                                | Філіп                                  |
| 1977 | ф  | Джозеф Ендрюс                            | Joseph Andrews                                    | містер Вілсон                          |
| 1978 | ф  | 39 сходинок                              | The Thirty Nine Steps                             | Бейлісс                                |
| 1979 | ф  | Світанок зулусів                         | Zulu Dawn                                         | лейтенант Гарфорд                      |
| 1979 | тф | Генріх VIII                              | Henry VIII                                        | Кранмер, архієпископ Кентерберійський  |
| 1979 | с  | Тропіки                                  | Tropic                                            | Ендрю Мейбі                            |
| 1980 | ф  | Ніжинський                               | Nijinsky                                          | Ігор Стравинський                      |
| 1981 | с  | Діаманти                                 | Diamonds                                          | містер Веллс                           |
| 1982 | ф  | Айвенго                                  | Ivanhoe                                           | принц Джон                             |
| 1982 | с  | Верді                                    | Verdi                                             | Джузеппе Верді                         |
| 1983 | ф  | Ніколи не кажи ніколи                    | Never Say Never Again                             | Елліот                                 |
| 1983 | тф | Кристальний дух: Орвелл на Джурі         | Crystal Spirit: Orwell on Jura                    | Джордж Орвелл                          |
| 1983 | тф | Вагнер                                   | Wagner                                            | Фрідріх Ніцше                          |
| 1984 | ф  | Папа Іоанн Павло II                      | Pope John Paul II                                 | Ян Трановський                         |
| 1984 | ф  | Дама з камеліями                         | Camille                                           | Жан                                    |
| 1984 | с  | Ейнштейн                                 | Einstein                                          | Альберт Ейнштейн                       |
| 1985 | ф  | Елені                                    | Eleni                                             | Спіро Скевіс                           |
| 1985 | с  | Оскар                                    | Oscar                                             | Едвард Кар                             |
| 1986 | ф  | Місія                                    | The Mission                                       | дон Онтар — португальський представник |
| 1987 | ф  | Четвертий протокол                       | The Fourth Protocol                               | Вейн-Еванс                             |
| 1987 | с  | Метлок                                   | Matlock                                           | сер Алан Мур                           |
| 1988 | тф | Горище: Схованка Анни Франк              | The Attic: The Hiding of Anne Frank               | Куфіс, колега Міп Гіз                  |
| 1988 | ф  | Свідчення                                | Testimony                                         | маршал Михайло Тухачевський            |
| 1988 | тф | Собака Баскервілів                       | The Hound of Baskerville                          | Беррімор                               |
| 1989 | ф  | Денні, чемпіон світу                     | Danny, the Champion of the World                  | капітан Ланкастер                      |
| 1989 | ф  | Сухий білий сезон                        | A Dry White Season                                | Лаун                                   |
| 1990 | тф | Джекіл і Гайд                            | Jeckyll and Hyde                                  | Джеффрі Афтерсон, есквайр              |
| 1991 | ф  | Подорож честі                            | Kabuto                                            | капітан Крофорд                        |
| 1992 | с  | Час танцювати                            | A Time to Dance                                   | Ендрю Павелл                           |
| 1992 | тф | Мій друг Волтер                          | My friend Walter                                  | сер Волтер Рілі                        |
| 1993 | с  | Лавджой                                  | Lovejoy                                           | Едвін Фелт                             |
| 1994 | с  | Скарлетт                                 | Scarlett                                          | Вітлок                                 |
| 1996 | с  | Мовчазний свідок                         | Silent Witness                                    | доктор Річард Овен                     |
| 1996 | с  | Таємниці Рут Ренделл                     | Ruth Rendell Mysteries                            | старший інспектор Мур                  |
| 1997 | ф  | Лоліта                                   | Lolita                                            | батько юного Гумберта                  |
| 1999 | с  | Горнблавер                               | Hornblower                                        | дон Альфредо Массаредо                 |
| 2003 | ф  | Валізи Тульса Люпера: Моавітська історія | The Tulse Luper Suitcases, Part 1: The Moab Story | М. Муатесьє                            |
| 2004 | ф  | Евіленко                                 | Evilenko                                          | Арон Ріхтер                            |
| 2005 | ф  | Малюк Боббі                              | The Adventures of Greyfriars Bobby                | Сесіл Джонсон                          |
| 2005 | тф | Наднова                                  | Supernova                                         | доктор Малкольм Гендлі                 |
| 2007 | ф  | Різдвяне диво Джонатана Тумі             | The Christmas Miracle of Jonathan Toomey          | Вільям Макдавелл                       |
| 2008 | с  | Убивства в Мідсомері                     | Midsomer Murders                                  | Руперт Смайт-Вебстер                   |
| 2010 | ф  | Принц Персії: Піски часу                 | Prince of Persia: The Sands of Time               | король Шараман                         |
| 2012 | ф  | Готель Меріголд: найкращий з екзотичних  | The Best Exotic Marigold Hotel                    | Норман Казанс                          |
| 2013 | с  | Доктор Мартін                            | Doc Martin                                        | Джон Мойсі                             |
| 2014 | с  | Атлантида                                | Atlantis                                          | Орфей                                  |
| 2014 | с  | Вулиця коронації                         | Coronation Street                                 | Лен Шелдон                             |
| 2015 | с  | Абатство Даунтон                         | Downton Abbey                                     | сер Майкл Рересбі                      |
| 2015 | ф  | Готель Меріголд: заселення продовжується | The Second Best Exotic Marigold Hotel             | Норман Казанс                          |
| 2016 | с  | Корона                                   | The Crown                                         | архієпископ Кентерберійський           |
| 2017 | ф  | Темні часи                               | Darkest Hour                                      | Невілл Чемберлен                       |
| 2019 | с  | Літо ракет                               | Summer of rockets                                 | Волтер                                 |